# Adam Perry
The Yin, właśc. Adam Perry (ur. 29 grudnia 1969 w Leeds) – brytyjski muzyk, perkusista zespołu A i Bloodhound Gang (od 2005 roku). Stworzył też swój własny projekt znany pod nazwą Collective. Gra na perkusji firmy Pearl i talerzach Zildjian Z Custom. Używa pałek firmy Pro-Mark.

## Życiorys
Urodził się w Leeds, Yorkshire, na północno-wschodnim wybrzeżu Anglii. Spędził tam swoje dzieciństwo. Gdy miał 13 lat, przeniósł się do Suffolk wraz z rodzicami. Ma brata bliźniaka, Jasona i młodszego brata, Gilesa, obaj są członkami grupy A. Adam był członkiem amatorskiego zespołu Grand Designs, który potem niejako przekształcił się w A. Zespół regularnie udzielał koncertów dookoła miasta i okręgu Lowestoft. W 1991 roku Adam przeniósł się do Londynu, gdzie wynajął mieszkanie z przyszłymi członkami zespołu A.

## Collective
W 2005 roku Adam Perry stworzył zespół produkcyjny pod nazwą Collective. Oprócz niego w skład zespołu wchodzili jego brat, Jason, jego kolega, Julian Emery oraz basista zespołu „A” Daniel Carter. Ich pierwszym projektem była produkcja pierwszego albumu Matta Willisa, Don't Let It Go To Waste. Album uzyskał status złotej płyty w Wielkiej Brytanii.
Zespół produkował i wspomagał produkcję projektów takich wykonawców jak McFly, Sugababes, Andrea Corr, Cher.

## Bloodhound Gang
Adam zastąpił pod koniec roku 2005 w zespole Bloodhound Gang na pozycji perkusisty Willie the New Guya, który odszedł z zespołu w drugiej połowie tego roku, tuż po nagraniu materiału na album Hefty Fine, z niewyjaśnionych przyczyn, prawdopodobnie z powodu uzależnienia od narkotyków i chęci pójścia na odwyk.

## Dyskografia
Sporządzono na podstawie materiału źródłowego.

### Albumy studyjne
Dyskografia z zespołem A:
- 1997 How Ace Are Buildings
- 1999 A vs. Monkey Kong
- 2002 Hi-Fi Serious
- 2005 Teen Dance Ordinance

### Single
- „5 in the Morning”
- „House Under the Ground”
- „Bad Idea”
- „Foghorn”
- „Number One”
- „Sing-A-Long”
- „Summer on the Underground”
- „Old Folks”
- „I Love Lake Tahoe”
- „A”
- „Nothing”
- „Starbucks”
- „Something’s Going On”
- „Good Time”
- „Rush Song”
- „Better Off With Him”